# Санта-Рита-ди-Ибитипока
Санта-Рита-ди-Ибитипока (порт. Santa Rita de Ibitipoca) — муниципалитет в Бразилии, входит в штат Минас-Жерайс. Составная часть мезорегиона Зона-да-Мата. Входит в экономико-статистический микрорегион Жуис-ди-Фора. Население составляет 3687 человек на 2006 год. Занимает площадь 324,070 км². Плотность населения — 11,4 чел./км².

## Статистика
- Валовой внутренний продукт на 2003 год составляет 12 240 872,00 реалов (данные: Бразильский институт географии и статистики).
- Валовой внутренний продукт на душу населения на 2003 год составляет 3255,55 реалов (данные: Бразильский институт географии и статистики).
- Индекс развития человеческого потенциала на 2000 год составляет 0,690 (данные: Программа развития ООН).